# Liste der Städte in Hawaii nach Einwohnerzahl

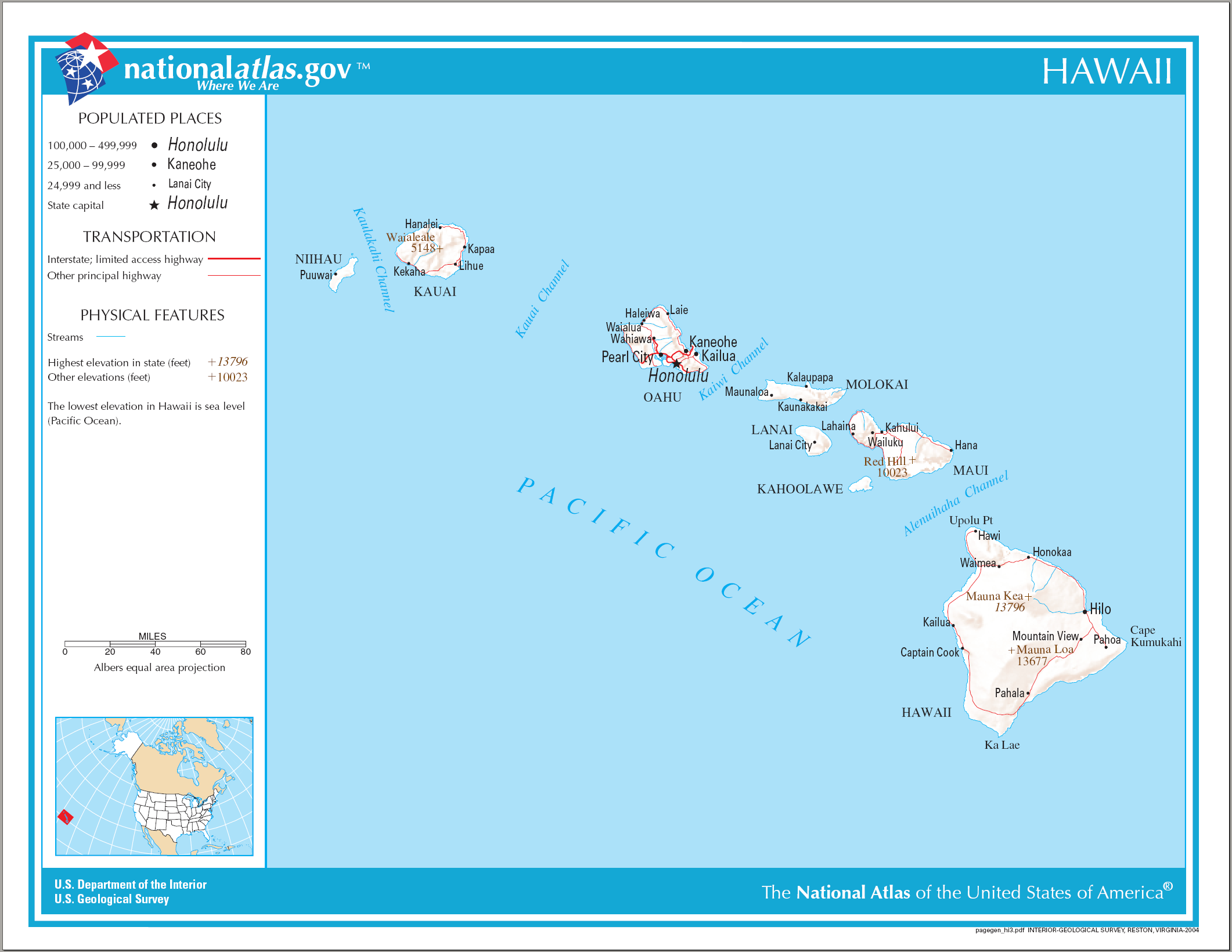
Karte Hawaiis

 Die Liste der Städte in Hawaii nach Einwohnerzahl enthält alle Orte im US-Bundesstaat Hawaii sortiert nach ihrer Einwohnerzahl, die mindestens eine Bevölkerung von 15.000 aufweisen.
Stand 1. April 2020
| Rang | Stadt          | County   | Insel      | Einwohnerzahl |
| ---- | -------------- | -------- | ---------- | ------------- |
| 1    | Honolulu       | Honolulu | Oʻahu      | 350.964       |
| 2    | East Honolulu  | Honolulu | Oʻahu      | 50.922        |
| 3    | Pearl City     | Honolulu | Oʻahu      | 45.295        |
| 4    | Hilo           | Hawaii   | Big Island | 44.186        |
| 5    | Waipahu        | Honolulu | Oʻahu      | 43.485        |
| 6    | Kailua         | Honolulu | Oʻahu      | 40.514        |
| 7    | Kāneʻohe       | Honolulu | Oʻahu      | 37.430        |
| 8    | Kahului        | Maui     | Maui       | 28.219        |
| 9    | Mililani Town  | Honolulu | Oʻahu      | 28.121        |
| 10   | ʻEwa Gentry    | Honolulu | Oʻahu      | 25.707        |
| 11   | Kīhei          | Maui     | Maui       | 21.423        |
| 12   | Kapolei        | Honolulu | Oʻahu      | 21.411        |
| 13   | Mililani Mauka | Honolulu | Oʻahu      | 21.075        |
| 14   | Makakilo       | Honolulu | Oʻahu      | 19.877        |
| 15   | Kailua-Kona    | Hawaii   | Big Island | 19.713        |
| 16   | Wahiawā        | Honolulu | Oʻahu      | 18.658        |
| 17   | Wailuku        | Maui     | Maui       | 17.697        |
| 18   | ʻEwa Beach     | Honolulu | Oʻahu      | 16.415        |
| 19   | Hālawa         | Honolulu | Oʻahu      | 15.016        |

## Quelle
- citypopulation.de